# Thiên niên kỷ 9
Thiên niên kỷ 9 là khoảng thời gian tính từ năm 8001 đến hết năm 9000, nghĩa là bằng 1000 năm, trong lịch Gregory.